# Воден орех
Водният орех (на латински: Trápa nátans), известен още като дяволски орех, джулюн, рогатка е едногодишно водно растение от семейство Lythraceae. Видът се среща и в България. 

## Разпространение
Естествените находища на водния орех са в Африка, голяма част от Азия и Южна и Източна Европа. Видът е пренесен от човека в Северна Америка, където се приема за инвазивен. Находищата му в България са по Черноморското крайбрежие, североизточните части на страната, Дунавската равнина, Предбалкана, Източна Стара Планина, Източните Родопи и Тракийската низина. Среща се на надморска височина от 0 до 500 метра. Расте в заблатени местности, бавнотечащи реки и разливи на реки със сладка и полусолена вода.

## Особености на вида
Видът е едногодишен или многогодишен, тревист. Стъблото израства до 2 и повече метра дължина. Листата му биват два вида. Първите са подводни, наделени на нишковидни дялове, подобни на пера. Вторите са надводни, като имат мехуресто подути дръжки, изпълнени с въздухоносна тъкан. Имат листна петура с ромбична форма и назъбен външен ръб. Надводните листа образуват видимата част на растението над водната повърхност. То наподобява на розетка. Растението цъфти през юни – юли. Цветовете са дребни, с бели венчелистчета. Плодът е орех. Изграден и от дебела, черна и твърда обвивка. Обвивката притежава четири роговидни, разположени на кръст израстъци.
Плодовете на джулюна са с високо ниво на скорбяла. Имат приятен вкус. Наподобяват на сладък варен картоф или кестен. Поради тази причина още от древността се използват за храна от човека. В България също има традиции на консумация на плодовете от хора. В миналото са изхранвани и пасищно отглеждани стада от свине. Понастоящем видът е застрашен от изчезване и консумацията на плодовете му е забранена.

## Природозащитен статус и опазване
Видът е включен в Червената книга на България с категория „застрашен“. В миналото е образувал плътни популации, особено в заблатени местности покрай река Дунав. Днес много от старите находища са пресушени и не съществуват. Среща се единично или на малки групи.
Съгласно Закона за биологичното разнообразие видът е защитен. Част от известните находища се намират в природен парк Персина, защитена местност Джолюнгьол край село Драганово, природна забележителност Блатото Алепу, както и в защитени зони от Европейската екологична мрежа Натура 2000.

## Интересни факти
В България две села носят името Джулюница – в областите Велико Търново и Русе. Смята се, че и двете са наречени на растението джулюн, в чиито околности в миналото са се намирали естествени находища от него.

## Галерия
- Джулюн
- Общ вид на растението
- Плод на воден орех
- Езеро с воден орех в САЩ, където видът е инвазивен
- Хербаризиран образец